# La Drôme Classic
La Drôme Classic (oficialmente: La Royal Bernard Drôme Classic) es una competición de ciclismo en ruta que se disputa en la departamento de Drôme en Francia, tiene como punto de salida y llegada Valence, la capital de dicho departamento.
Desde 2013 se encontraba dentro del UCI Europe Tour en la categoría 1.1; su primera edición tuvo que ser cancelada debido a la nieve. De cara a 2020, la carrera pasó a formar parte de las UCI ProSeries dentro de la categoría 1.Pro.

## Palmarés
| Año                                 | Ganador            | Segundo            | Tercero            |
| ----------------------------------- | ------------------ | ------------------ | ------------------ |
| 2013 Anulada a causa del mal tiempo |                    |                    |                    |
| 2014                                | Romain Bardet      | Sébastien Delfosse | Gianni Meersman    |
| 2015                                | Samuel Dumoulin    | Fabio Felline      | Sébastien Delfosse |
| 2016                                | Petr Vakoč         | Jan Bakelants      | Arthur Vichot      |
| 2017                                | Sébastien Delfosse | Arthur Vichot      | Jan Bakelants      |
| 2018                                | Lilian Calmejane   | Jhonatan Narváez   | Bob Jungels        |
| 2019                                | Alexis Vuillermoz  | Valentin Madouas   | Warren Barguil     |
| 2020                                | Simon Clarke       | Warren Barguil     | Vincenzo Nibali    |
| 2021                                | Andrea Bagioli     | Daryl Impey        | Mikkel Honoré      |
| 2022                                | Jonas Vingegaard   | Guillaume Martin   | Benoît Cosnefroy   |
| 2023                                | Anthony Perez      | Rui Alberto Costa  | Andrea Bagioli     |
| 2024                                | Marc Hirschi       | Juan Ayuso         | Maxim Van Gils     |
| 2025                                | Juan Ayuso         | Mattias Skjelmose  | Ben Tulett         |

## Palmarés por países
| País            | Victorias |
| --------------- | --------- |
| Francia         | 5         |
| República Checa | 1         |
| Bélgica         | 1         |
| Australia       | 1         |
| Italia          | 1         |
| Dinamarca       | 1         |
| Suiza           | 1         |
| España          | 1         |